# Матковська Ірина Яківна
Ірина Яківна Матковська (9 травня 1928, м. Азов, Ростовська область, РРСФР, СРСР — 3 листопада 2017, м. Одеса, Україна) — радянська та українська науковиця, філософ, доктор філософських наук, професор, віце-президент українського відділення Міжнародного наукового товариства з вивчення культури XVIII століття, член Пушкінської комісії Одеського Будинку вчених.

## Біографія
Народилася 9 травня 1928 року в місті Азов Ростовської області. Її батьки — Матковський Яків Климентійович і Сурмач Олександра Омелянівна — були музикантами, служили в Одеській кірсі, дружили з родиною Ріхтерів, з якої вийшов всесвітньо відомий піаніст Святослав Ріхтер. Зберігаючи «фамільну» вірність найвищим досягненням духовної культури людства, Ірина, проте, вибрала власний життєвий і професійний шлях і стала студенткою філологічного факультету Одеського державного університету, який закінчила у 1952 році. Після закінчення університету в Одесі і до 1957 року Ірина Яківна мешкала у Ленінграді (зараз — Санкт-Петербург) та працювала в будинку Плеханова. У Вищому морському училищі інженерів зі зброї виконувала обов'язки редактора та коректора видавничого відділу. У 1957 році повертається в Одесу і стає викладачем кафедри філософії Одеського державного університету.
З Одеським державним (з 2000 року — національним) університетом була пов'язана більша частина життя І. Я. Матковської. У 1962 році Ірина Яківна стає доцентом кафедри філософії, з 1993 року — професором кафедри філософії та основ загальногуманітарного знання. Вона, як відданий своїй справі науковець, поруч з такими вченими як А. І. Уйомов, Л. М. Терентьєва, М. М. Верніков, О. В. Чайковський, В. А. Д'яков, К. М. Ляльчук, В. І. Бельдій знаходилась біля витоків створення філософського факультету в 2000 р. Майже 60 років її життя було пов'язане саме з Одеським університетом.
Працюючи і водночас навчаючись, вона у 1969 році в Інституті філософії АН СРСР захистила кандидатську дисертацію. У цій же установі 1990 року нею була захищена докторська дисертація.
Її не стало у 2017 році. Похована в м. Одеса.

## Професійне становлення
Першою спеціальністю Ірини Яківни була «Філологія». Але вона визнавала величезний особистий вплив низки відомих вчених-гуманітаріїв на своє  становлення як професійного філософа. В першу чергу, це — Самуїл Якович Коган, доцент кафедри філософії ОГУ, блискучий фахівець в області історії філософії і філософії мови. Саме він прищепив студентці-першокурсниці філологічного факультету інтерес до професійних занять філософією. Також Ірина Яківна з вдячністю згадувала професора Володимира Давидовича Дніпрова  [Архівовано 28 червня 2020 у Wayback Machine.](Ленінград), який працював на перетині філософії та літературознавства і захопив її своєю дослідницькою стратегією. Кандидатська дисертація І. Я. Матковської була присвячена проблемам етики в працях Г. В. Плеханова (Ленінград, тепер — С.-Петербург). Керівником докторської дисертації на тему: «Проблеми розвитку гуманістичної свідомості у визвольному русі Росії (дворянський та різночинський періоди)» був професор А. А. Гусейнов. І кандидатська, і докторська дисертації захищені за спеціальністю «етика»  [Архівовано 26 червня 2020 у Wayback Machine.]. 

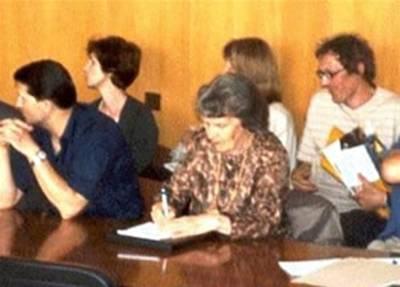
Професор Матковська Ірина Яківна готується до виступу.

У сферу наукових інтересів Ірини Яківни входили етика, соціальна філософія, історія української філософії, методологія гуманітарного знання, біографістика, проблеми міждисциплінарності наукових досліджень, філософія та культура XVIII ст., творчість Й. Гете і культура його епохи, проблеми, що виникають на перетині філософії та літературознавства.  [Архівовано 24 лютого 2017 у Wayback Machine.]  Я. Матковська добре відома в Україні та за її межами як прекрасний фахівець і глибокий дослідник в області історії філософських течій XVIII століття.
Володіла польською, англійською, німецькою мовами, вільно читала літературу на болгарській, сербській, італійській.
Авторка понад 150 наукових праць.

## Наукова та суспільна діяльність
І. Я. Матковська — ініціатор і організатор багатьох міжнародних міждисциплінарних наукових конференцій. Їхня тематика різноманітна і багатопланова: актуальні проблеми творчості М. В. Гоголя, Ф. М. Достоєвського, М. Бахтіна, методологія сучасної гуманітаристики тощо. Була членом спеціалізованих вчених рад із захисту кандидатських і докторських дисертацій на філософському і філологічному факультетах ОНУ імені І. І. Мечникова. Член комісії по вивченню творчості Й. Гете та культури його часу при Науковій  раді по історії світової культури РАН.

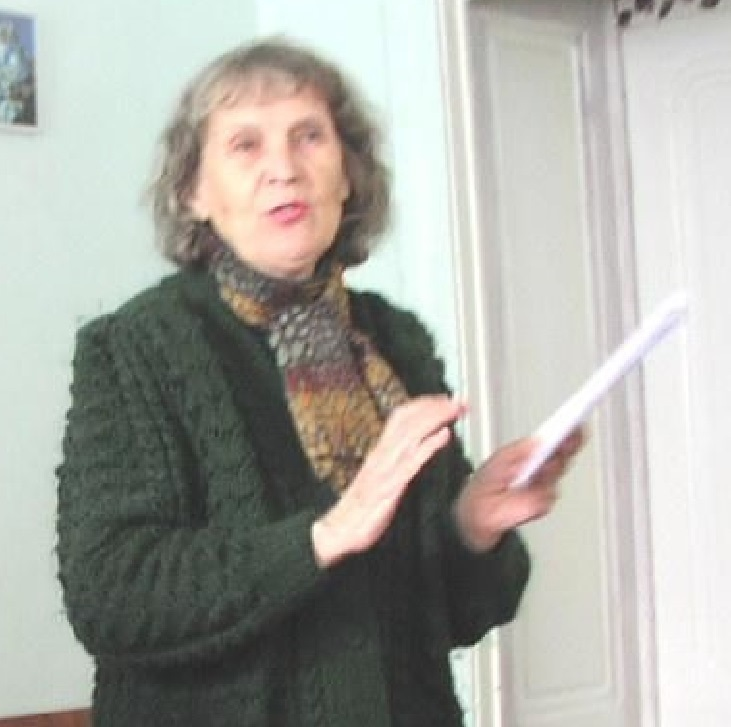
Професору Одеського національного університету ім. І. І. Мечникова Ірині Яківні Матковській 80 років (2007 р.).

Ірина Яківна активно співпрацювала з українськими філософами, які досліджували традиції вітчизняної філософської та релігійної думки, історію Києво-Могилянської Академії. Особливо тісними були її наукові та людські контакти з Валерію Михайлівною Нічик. Двох вчених об'єднували не тільки спільні дослідницькі інтереси, а й властивий їм дух філософського подвижництва, глибока відданість своїй справі — «справі думки».
Плідні наукові контакти Ірина Яківна Матковська підтримувала з 1974 року з Юрієм Михайловичем Лотманом, перш за все, з проблем філософії, літературознавства, історії культури XVIII століття. Вона була одним з ініціаторів запрошення видатного гуманітарія в Одесу в 1985 році. Його лекції, прочитані в Одеському університеті, стали значущою подією наукового та культурного життя міста. І саме завдяки Ірині Яківні Матковській в 2007 році в Одесі висадився справжній «філософський десант», подібного якому Південна Пальміра ще не бачила. Більше двадцяти найбільш відомих російських і українських філософів, керівників і провідних співробітників Інститутів філософії РАН і НАН України, провели круглий стіл на тему «Росія і Україна: діалог культур в минулому і сьогоденні».
Ірина Яківна Матковська також стала ініціатором проведення в Одесі міжнародної наукової конференції «Біографічний метод в сучасній гуманітаристиці». Форуми проходили на базі філософського факультету ОНУ, проте їх постійними учасниками стали фахівці в різних галузях гуманітарного знання.
Широта наукових інтересів, орієнтація на міждисциплінарність, відкритість новим тенденціям і темам — характерні риси дослідницького стилю Ірини Яківни Матковської. Водночас її принциповою установкою була опора на глибокі конкретні і спеціалізовані знання, уважне читання і скрупульозний аналіз текстів. На це вона орієнтувалась як у власних наукових пошуках, так і в роботі з учнями — студентами, аспірантами, докторантами.
Ірина Яківна Матковська успішно поєднувала наукову і педагогічну діяльність. Не одне покоління студентів, аспірантів і викладачів різних факультетів ОНУ та інших одеських вузів пройшло через організовані нею методологічні семінари з проблем гуманітарного знання. За роки праці підготувала 16 кандидатів філософських наук та 2 доктора філософських наук.

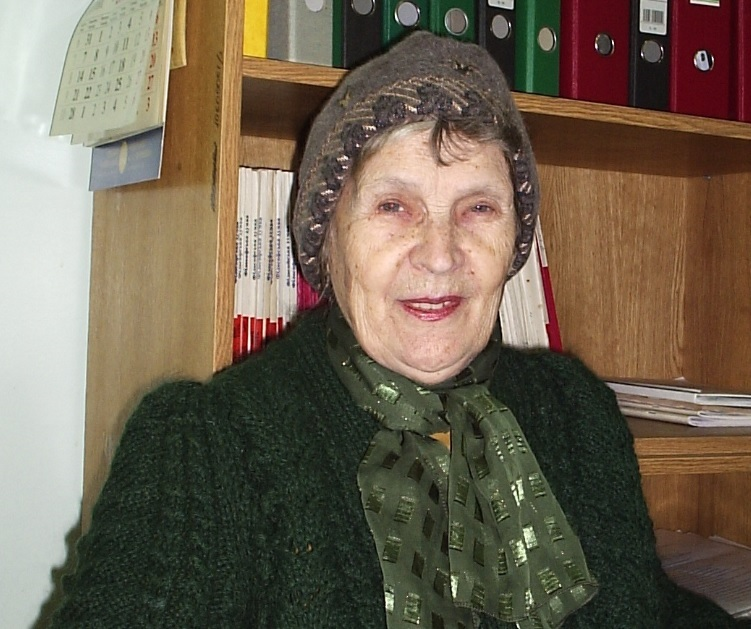
Доктор філософських наук, професор кафедри філософії та основ гуманітарного знання Одеського національного університету ім. І. І. Мечникова Ірина Яківна Матковська. Останні роки.

Один з найближчих до Ірини Яківні символів, що характеризують справжню природу людини і, перш за все, мислителя — це «homo viator», вічний мандрівник, який ніколи не зупиняється, в тому числі на шляху думки. Цей символ найбільше характеризує її власний творчий шлях.